# 明治40年の大水害

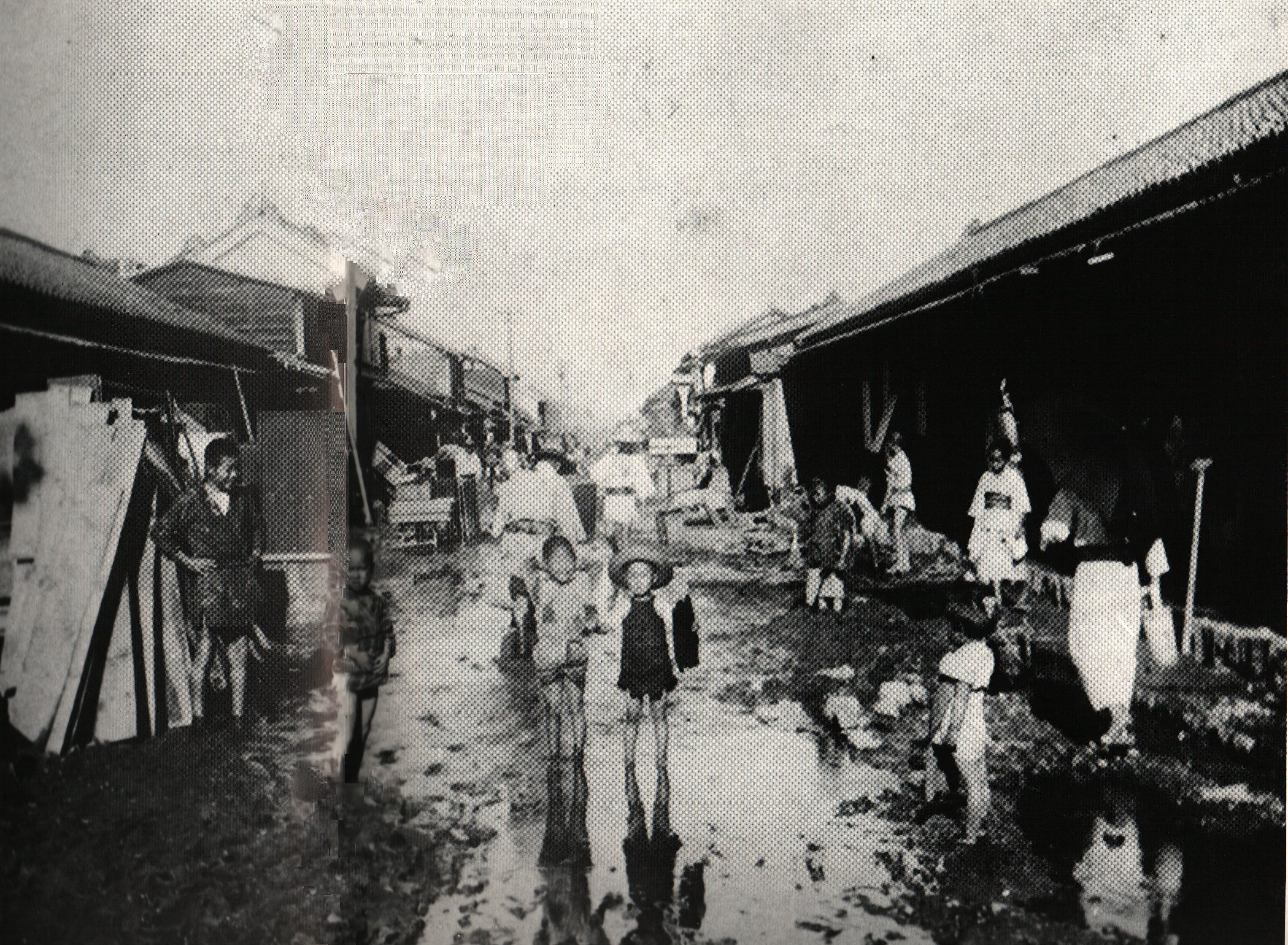
明治40年の大水害により被災した甲府市緑町（現、甲府市若松町）の惨状。

明治40年の大水害（めいじよんじゅうねんのだいすいがい）は、1907年（明治40年）に山梨県で発生した水害である。

## 山梨県における治山・治水
山梨県では甲府盆地の東西に笛吹川、釜無川の二大河川が南流し、盆地南部で合流して富士川となる。この三河川やそれに合流する支流河川により古来から水害の多発していた地域で、中世後期から近世初頭には信玄堤（甲斐市竜王）や南アルプス市の御勅使川治水、笛吹川では万力堤、近津堤に代表される大規模な治水工事が継続されていた。
洪水は大雨などの気象条件以外に山林の荒廃などによる社会的条件によっても発生しやすくなるが、山間部である山梨県では林業などの山稼ぎや肥料・燃料となる草木採取が盛んで、江戸時代には山林は共同利用地である小物成地（入会地）として入会慣行により管理されていた。一方、江戸後期には甲斐国では養蚕が普及し、笛吹川とその支流が流れる盆地東部の峡東地方では煮繭用の木材需要が高まった。

## 近代山梨県における水害

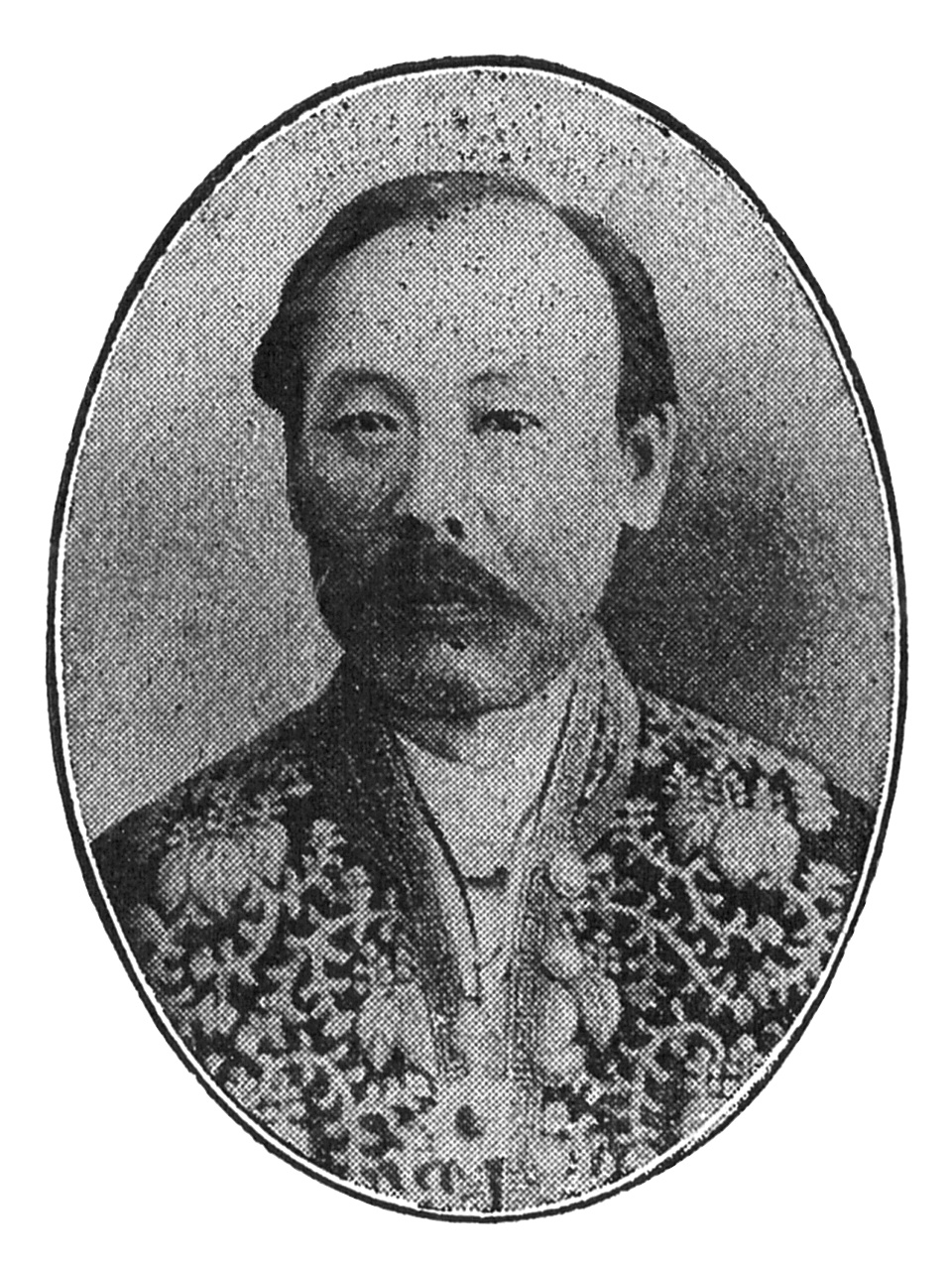
藤村紫朗

### 藤村県政の殖産興業政策と水害
1873年（明治6年）に山梨県令・藤村紫朗が着任すると、藤村は殖産興業政策として製糸業を奨励した。藤村県政の殖産興業政策により、蒸気機関の燃料に木材が必要とされたため、山梨県では山林の荒廃が加速した。
早川文太郎・須田宇十『山梨県水害史』（1911年）、『山梨県土木部百年の歩み』（1983年）によれば、明治初年から1887年（明治20年）頃までの藤村県政期には水害が多発しており、1882年（明治15年）、1885年（明治18年）の水害では多大な被害を引き起こしている。相次ぐ水害の復旧費は7割が政府負担・1割弱が地方税による負担であったが、慢性的な水害の多発により山梨県の経済・県財政は疲弊し、山梨県では政府にたびたび国庫補助金の増額を願い出ている。
『山梨県水害史』『山梨県土木部百年の歩み』によれば、1882年（明治15年）の水害は、同年9月29日から三日間振り続けた豪雨により発生し、塩川・釜無川で被害が著しく、笛吹川流域は比較的軽微であったが犠牲者6名を出した。また、1885年（明治18年）の水害も釜無川流域で多大な被害を及ぼし、犠牲者29名を出した。

### ムルデルの治水指導と松方財政の影響

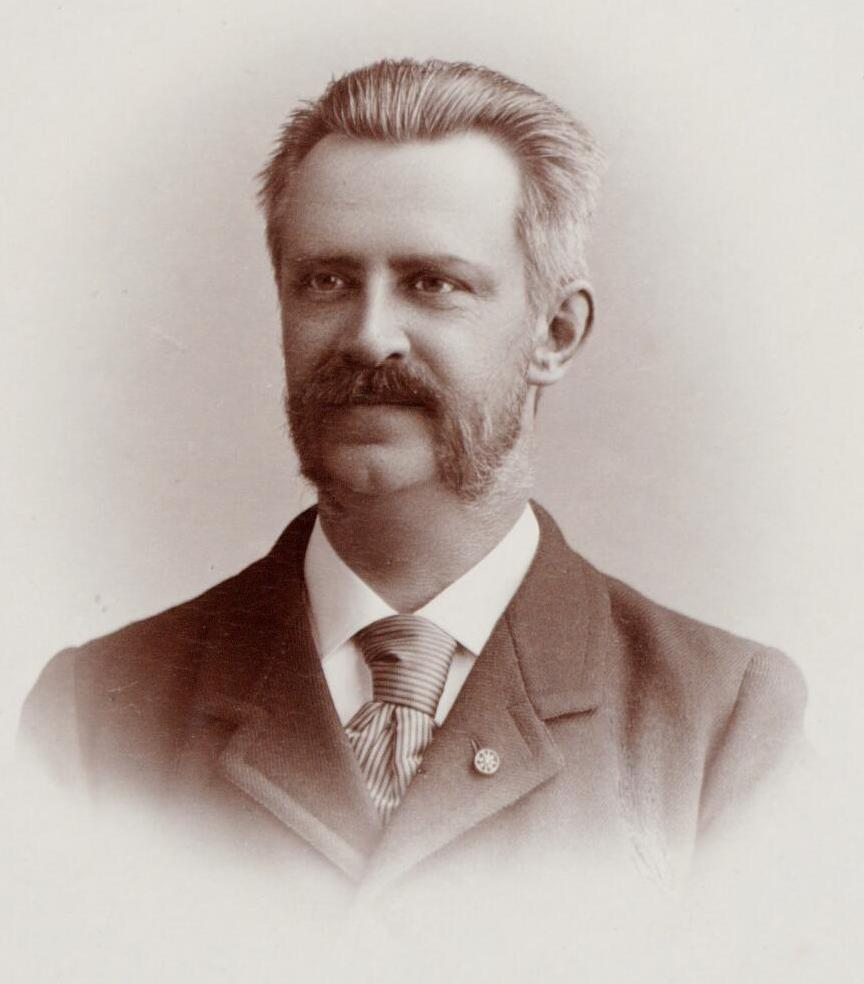
ローウェンホルスト・ムルデル

1883年（明治16年）には、オランダ人技術者・ローウェンホルスト・ムルデル（Anthonie Thomas Lubertus Rouwenhorst Mulder）が山梨県におけいて現地調査を行い、ムルデルの調査は本格的な富士川直轄改修が着手されるなど、県の治水事業の契機にもなった。ムルデルは1879年（明治12年）に政府から招かれて来日し、新潟港や東京港の調査、埼玉県の見沼代用水の改良、利根川の運河開発などに携わっている。ムルデルは山梨県に来訪すると桂川流域の河岸崩壊や北巨摩郡の大武川（北杜市白州町）の大崩壊の原因を考察し、森林の伐採や、大武川においては石灰の過剰採石、斜面の開削などの諸点を水害多発の原因と判断している。なお、ムルデルは、藤村県政の殖産興業政策との関わりには言及していない点が指摘される。
ムルデルは日本において水害対策のみならず水運を目的とした河川改修の指導のため来日していたが、政府の鉄道を重視した交通政策の変更や、大蔵卿・松方正義の主導した松方財政の影響により財政政策は緊縮財政へと転換される。1880年（明治13年）には太政官布達第48号により国庫下渡金が廃止された。これにより山梨県財政も打撃を受け、1882年（明治15年）12月の山梨県会では、国庫下渡金制度の復活を求めて内務卿へ建議を行う。政府は山梨県の要求額7万円余りに対して、2万7000円の補助を認めた。なお、同年にも多大な被害を出した明治15年水害が発生している。
1885年（明治18年）の水害でも同様に山梨県では政府に上申書を提出し、国庫補助を求めている。
こうした山梨県財政の切迫により、山梨県では水害対策のため根本的な河川改修の必要性は認識されていたものの、相次ぐ水害の復旧工事で県財政は手一杯な状態であり、改修事業は進展してなかった。また、治水の方針を巡っても、交通政策において水運を重視する政府が推進する西洋式工法による底水工事と、山梨県側が洪水防止のために望む高水工事との間で対立が生じていた。この間も1885年・1889年・1892年・1896年・1898年など大規模な水害はたびたび発生し、水害復旧は山梨県の慢性的な懸案事項となっていた。

## 明治40年水害の発生

### 明治40年水害の発生と被害状況
明治初年から明治20年代に水害が多発した山梨県では、明治20年代から明治30年代にも引き続き大水害が多発し、特に1889年（明治22年）、1892年（明治25年）、1896年（明治29年）、1898年（明治31年）の水害などは多大な被害を及ぼした。
明治40年の大水害は、1907年（明治40年）8月21日夜半から8月26日にかけた台風の影響による記録的大雨に発生した。水害の様子は、同年8月23日から10月10日まで被災地を視察した警察官・望月嘉三郎の巡視日記である『明治四十年八月山梨県下水害地巡視日記』（以下『巡視日記』、原本は山梨県立博物館所蔵「古文書雑輯」、全文が『山梨県史 資料編14 近現代1政治行政Ⅰ』に収録）に詳述されている。
『巡視日記』によれば山梨県では8月22日から8月28日まで大雨が降り続けたという。降水量は甲府で315.4mm、大月で728mm、山中湖で643mm、南部で469,2mm、鰍沢で305mm。この大雨により河川は乱流し、土砂崩れや堤防の決壊、橋脚の破壊などを引き起こし、家屋の全半壊や集落の孤立、耕地の流出や埋没、交通の寸断など甲府盆地東部の峡東地方中心に多大な被害を出した。死者は233人、流出家屋5757戸、埋没や流出した宅地や田地650ヘクタール、山崩れ3353箇所、堤防の決壊・破損距離約140キロメートル、道路の流出や埋没、破損距離約500キロメートル、倒壊した電柱393箇所とされる。山梨県の近代における最大規模の自然災害となった。また、1910年（明治43年）にも大規模な水害が発生している。
『巡視日記』被災地や避難所の様子のほか行政の救援・医療体制、水害要因の考察などが記されている。『巡視日記』では東山梨郡神金村（甲州市塩山）における山体崩壊や、東山梨郡加納岩村（山梨市）における村落間の暴動など水害を巡る状況を記しており、重川流域における被害に関しては鉄道による石材の輸出で山林が荒廃し、山体崩壊を招いたとする地元住民の見解を記している。また、東山梨郡一宮村（笛吹市一宮町）では明治維新後に古来からの堤防が破壊されたことが水害を及ぼしたとする住民の意識を記している。さらに、『巡視日記』では竹林の重要性なども考察している。
『巡視日記』は県長官が災害時においても教育を重視して訓示を行っていることや、御真影を避難させた逸話など、同時代の社会状況を示す史料としても注目されている。
明治40年の大水害は郡内地方においても大きな被害を出した。作家・山本周五郎は幼少期に北都留郡初狩村（現在の大月市初狩町下初狩）に居住しており、一家は被災したため東京府北豊島郡王子町豊島（東京都北区豊島）に転居している。

### 「米キタ」「アスヤル」
笛吹市教育委員会には「米キタ」「アスヤル」「船クルヒルコス」と墨書された掛け軸が所蔵されている。掛け軸は後年に軸装されたもので、西山梨郡甲運村（甲府市）において笛吹川（現在の平等川）を架橋する甲運橋のたもとに所在していた「甲運亭」の主人が記したもので、山梨県知事・武田千代三郎による印がある。
これは大水害当時の山梨県知事である武田千代三郎が水害後の陣頭指揮において記したもので、武田が後年に記した『明治四十年大水害実記』によれば、大水害前に武田は河口湖で開催されていた水泳大会に出席するため御坂峠を越える途上で大雨に遭遇し、予定を変更して甲府の県庁へ帰還する途中であったという。
武田は8月26日夕刻には救援物資とともに被災した石和へ到着し、物資の到着を知らせるため民家の障子に文字を大書し、炎で照らして町民に知らせたという。「甲運亭」の主人はこれを見て同様に「米キタ」を記し、今日に伝わっている。

## 御料林問題

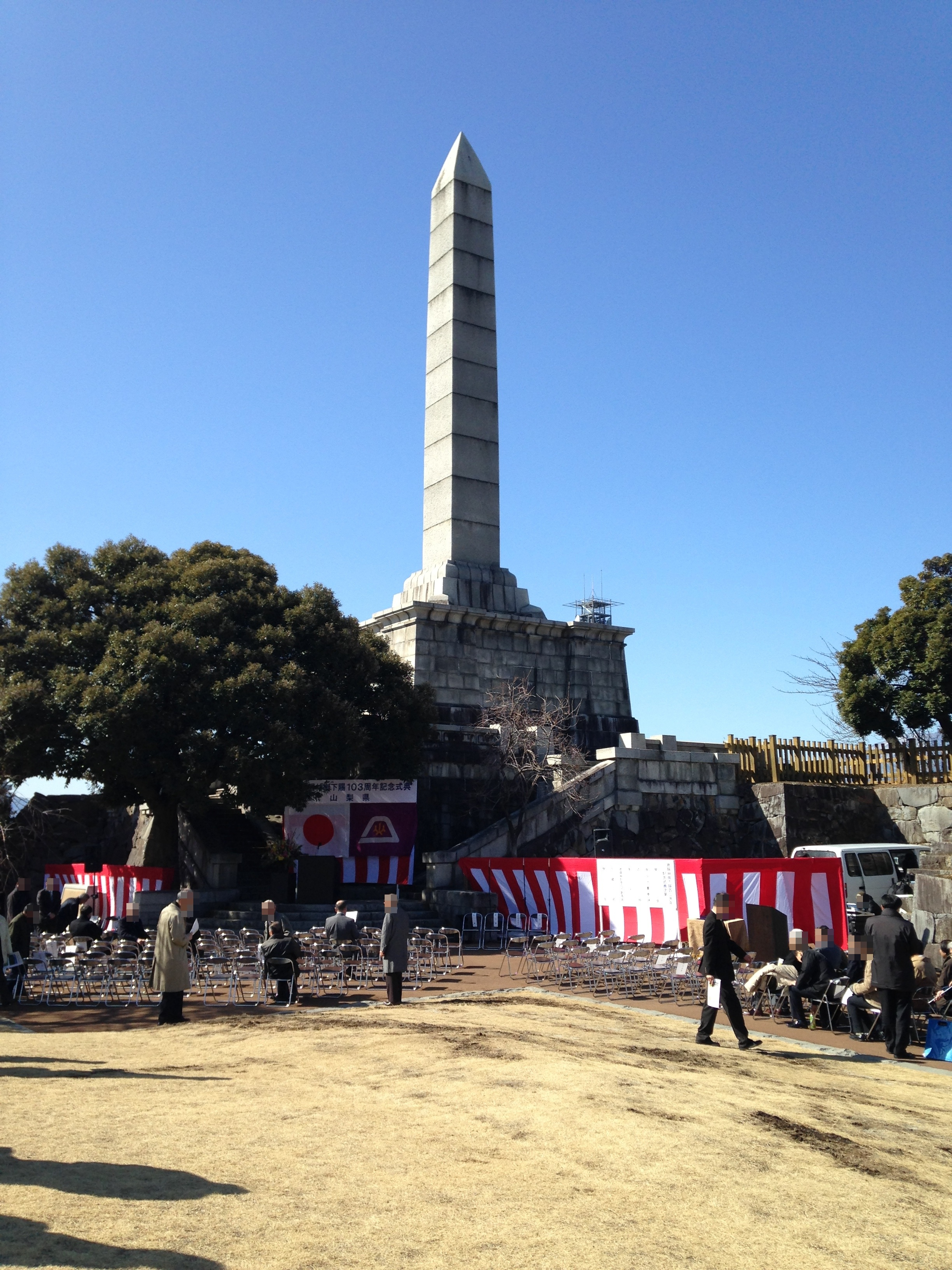
恩賜林下賜を記念して1922年（大正11年）に甲府城跡に建てられた謝恩碑

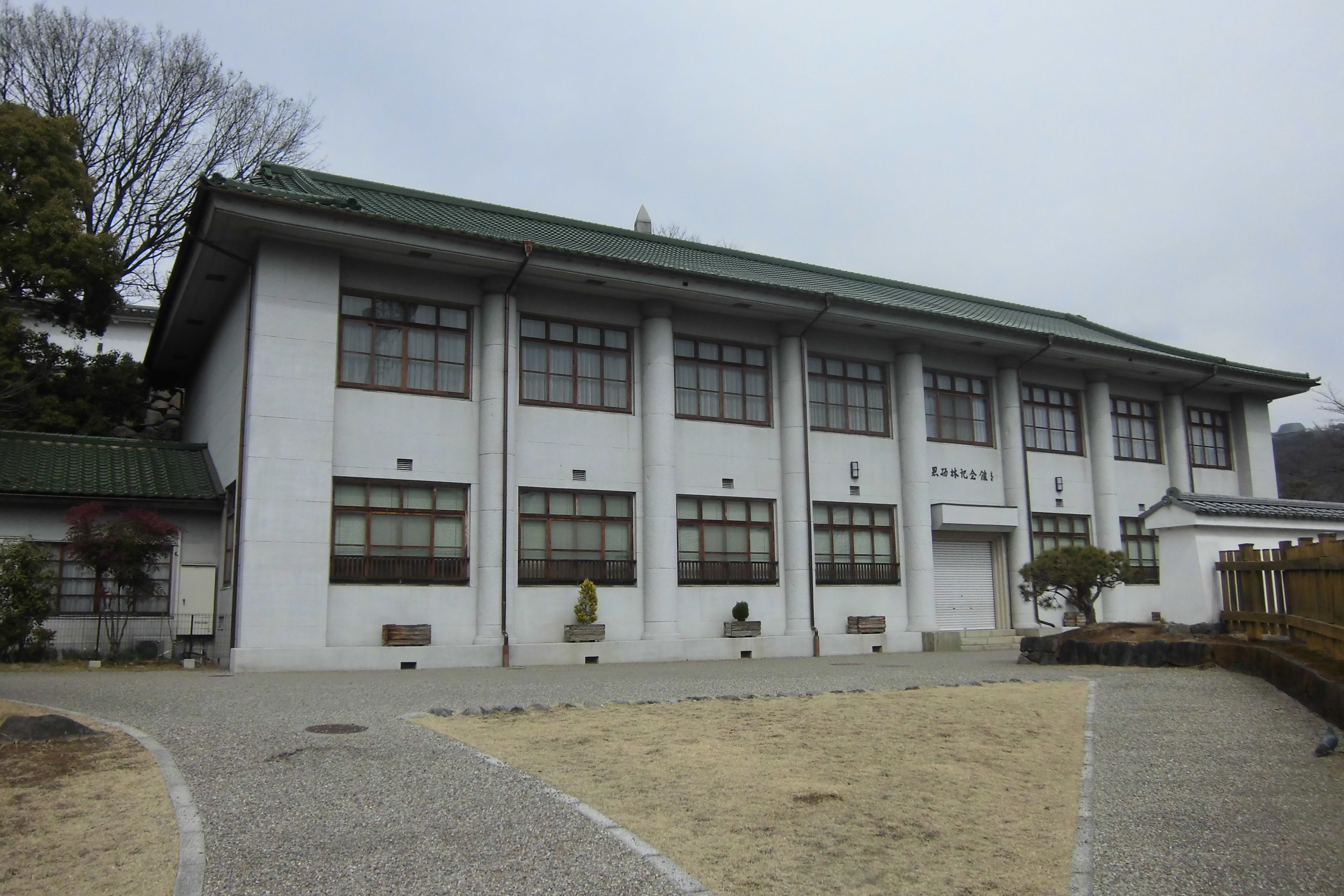
甲府城跡の恩賜林記念館

### 山林荒廃と御料林問題
同時代のムルデルらをはじめ、多発する水害の原因には山林荒廃が指摘されているが、現代ではこれに加えて問題の背景には御料林問題があると考えられている。
甲斐国では江戸時代まで山林では林業が行われているほか、肥料・燃料としての林産資源を採取していた。山林の林産資源は村落が共同で管理し、幕府に税としての小物成（こものなり）を納入していた。
近代には1881年（明治14年）に林野の地租改正が実施され、山林の大半は官有地に区分された。あわせて「官有山林原野草木払下条規」が定められ、山林の利用は許可制となった。政府は当初、原野開拓による物産増収を図るため旧小物成地の払い下げを方針とし、山梨県でも県令藤村は参事・富岡敬明とともに県北西部にあたる北巨摩の日野原開拓など、林野や原野を官有地として開拓し払い下げを行う政策を行っていた。
1881年には政府の方針が転換し、払い下げは差し止められ林野官民有区分が実施され、県林野の7割にあたる35万町歩の旧小物成地は官収された。さらに1889年には皇室御料に編入され入会慣行が制限された。これらの林野政策により、山梨県民の間では入会慣行との衝突や否定に至る不安が生じ、林野の乱伐や盗伐、放火や失火などが多発し、水害の要因となる山林荒廃を押し進めていたことが指摘される。

### 御料林下戻と恩賜林
明治40年水害を契機に県では三大河川の治水工事に国庫負担を求めているが、この頃には政府の方針も底水工事から洪水防止を重視した高水工事に転換しており淀川や筑後川などでは国による直轄工事としての高水工事が実施されており、山梨県でも国庫補助による改修工事が開始された。
水害の背景にある御料林（ごりょうりん）の荒廃も認識され、1911年（明治44年）3月11日の「御沙汰書」（山梨県森林環境部肖像）では御料林29万8000町歩（16万4000ヘクタール）が県に下賜され、恩賜県有財産（恩賜林）として県が管理することになった。翌1912年（明治45年）3月末から同年4月には皇太子・嘉仁親王（同年7月30日の明治天皇の崩御により践祚し大正天皇）の山梨県行啓が行われている。1917年（大正6年）には甲府城跡に謝恩碑が建設される。
明治40年水害をはじめ多発した水害の財政的疲弊は大正期の県政にも影響を及ぼし、財政緊縮により産業や交通政策、顕在化していた地方病 (日本住血吸虫症)への対策など県の新規事業も制約を受けることになった。

## 明治40年・43年水害後の北海道移住

### 団体移住策の浮上
1907年（明治40年）8月23日の大水害後には罹災者の北海道への団体移住が計画された。
北海道への団体移住の動きは水害発生直後から起こり、『巡視日記』9月4日条では、耕地の乏しい山間部の村落である黒駒村（笛吹市御坂町）においては、村の有志が水害からの復旧が困難であることから、北海道への移住が必要であると説いていたと記されており、著者の望月自身もこれに同意する意見を添えている。また、『巡視日記』9月13日条では平野部の村落である上曽根村（甲府市上曽根町）においても他地域への移住を望む声があったと記している。
こうした動きを受けて、『山梨日日新聞』8月29日の紙面では「罹災民の移住」と題して、1889年（明治22年）の十津川大水害において奈良県吉野郡十津川村から北海道石狩国樺戸郡トック原野（北海道空知支庁新十津川村）へ600戸・2489名が団体移住した事例を引きつつ、山梨県から北海道への団体移住を具体的に提言する論説を掲載している。
これに対して山梨県農会では韓国への集団移住を提言したとされ、『山梨日日新聞』は9月8日・9月10日の紙面では「朝鮮と北海道（上・下）（再び罹災民移住に就て）」においてこれを批判している。山梨県農会の主張については8月31日に「山梨県農会よりの大水害善後策に付報告書」（「篠原家文書」）が出されて水害の善後策が示されているが、養蚕復興に関する方策のみで、韓国移住については触れられていないことが指摘され、2008年時点で山梨県農会の韓国移住策については確認されていない。なお、1910年（明治43年）8月29日に韓国併合により大韓帝国は大日本帝国に併合される。
水害後の他地域への団体移住は人口の分割という点が重視されており、罹災民の救済のみならず、罹災後の山梨の復興も目的とした「人口排出」の手段である点が指摘される。
明治新政府では1869年（明治2年）7月に開拓使（のち北海道三県・北海道庁）を設置し、同年8月に蝦夷地を「北海道」と改め政府主導の開発を実施していた。これにより北海道への団体移住が促進され、山梨県では1893年（明治26年）に北巨摩郡笹尾村（北杜市小淵沢町）を主体とする住民が上川地区鷹栖村（旭川市）への移住を行っている。1909年（明治42年）10月の『殖民広報 五一』では1899年（明治32年）から1908年（明治41年）の北海道への府県別居住者数が記載されており、大水害以前に山梨県から北海道への居住者は1104戸・4140人がいるが、これは東北北陸諸県に比較して少ない規模であることが指摘されている。
こうした団体移住の方策は県においても認識され、9月8日の山梨県知事・武田千代三郎の告諭では罹災者の移住を考慮する声明を発している。県主導による団体移住の候補地が選定され、9月末には技師の大脇正諄が北海道渚滑原野（紋別市）・天塩国風連原野（名寄市）を後補とした報告を行っている。両地域は離れており、渚滑原野はオホーツク海に面した道東に位置しており、風連原野は内陸部の道央に位置している。

### 北海道移住の実施

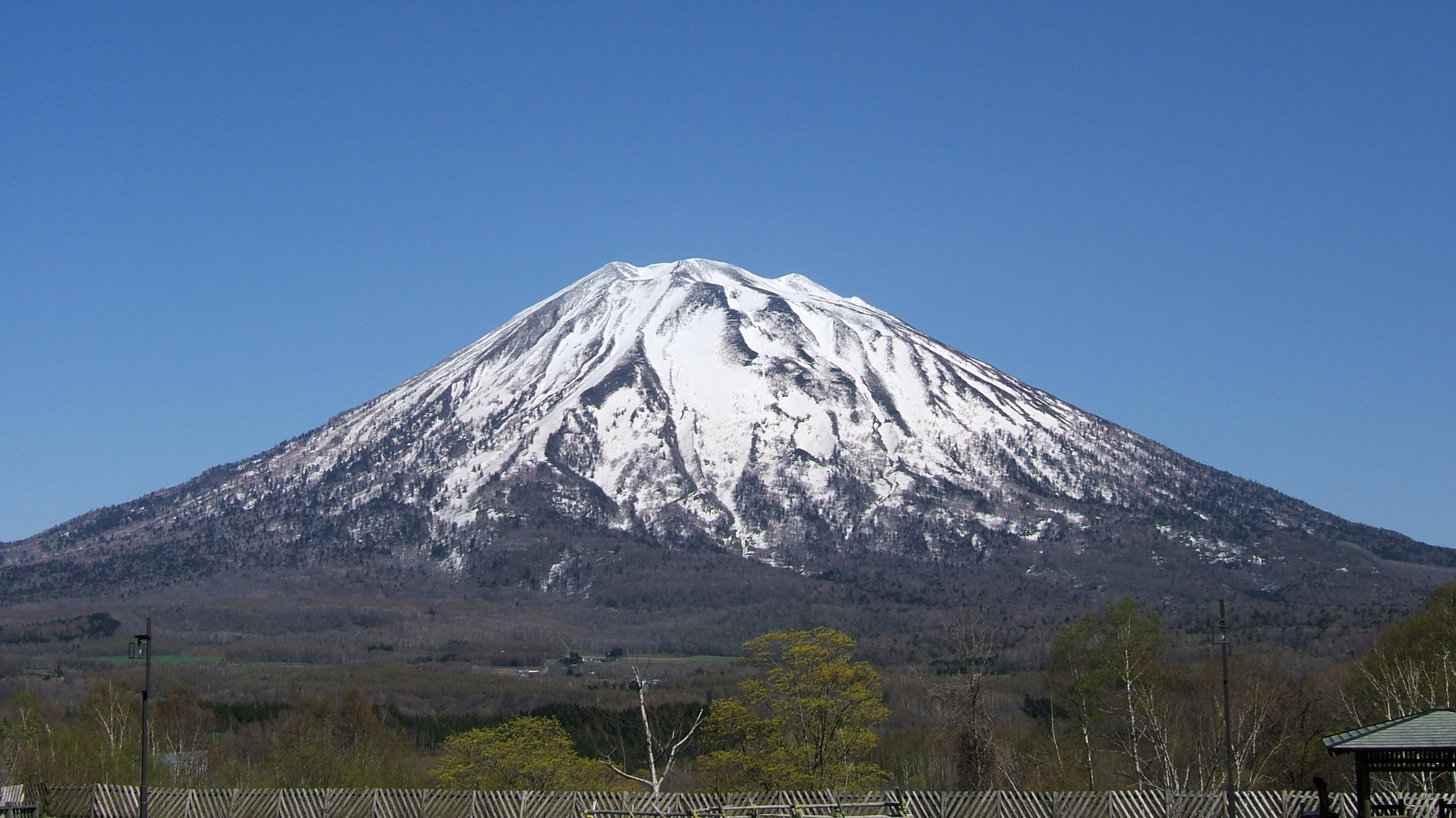
倶知安町から望む羊蹄山

山梨県では1907年（明治40年）12月21日から1908年（明治41年）1月17日には県内21箇所の被災地で説明会を実施し、居住者に対する補助などを説明した。明治43年3月には第一陣が北海道へ渡るが、移住先や移住補助金に関しては出立直前に発表された。
移住先に関しては、当初予定されていた渚滑原野・風邪連別原野に移住予定者が現れたことや、同一地域に集住させる県の方式から変更され、道央の羊蹄山麓の胆振国虻田郡倶知安村（くっちゃんむら）・弁辺村内の四地域が選定された。現在の倶知安町・喜茂別町・京極町で、各地に「山梨村」が誕生した。羊蹄山は移住者により甲府盆地から見える富士山に模せられ、「蝦夷富士」と呼ばれた。

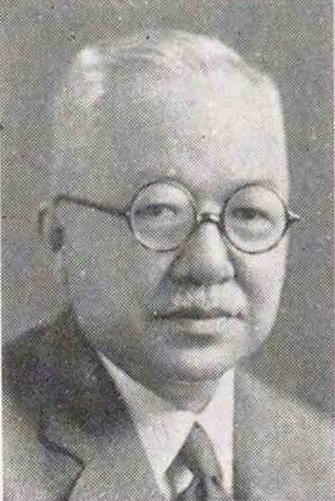
入江貫一

居住者への補助は1年分の食糧費・家財道具などに関して一戸あたり200円となり、希望者685戸に対して15万円の財源が必要とされた。県では全額負担が難しいことから、第一陣の移住が実施された明治41年3月に8万円分を国庫補助することを決定し、同時に給付は困窮度の高い300戸余を選定して行い、不足分は義捐金として募集し、残る380戸余の移住と補助金の給付は翌年度に実施する方策を実施した。明治41年の移住では国庫補助8万円のうち5万7000円が山梨県事務官・入江貫一に託され、移住者に対して使用された。
移住は1908年（明治41年）・1909年（明治42年）にかけて4次に渡り実施され、1911年（明治44年）には前年に水害が発生したため5次目の移住が実施された。計650戸・3130人余りの住民が移住を果たした。冷涼な気候への不適応から移住者の多くは離農し、1920年代には第一次世界大戦後の反動不況を受け、移住者の結束を図るため娯楽として「山梨歌舞伎」の興業などが行われたが移住者の多くは離村し、現在では移住地は原野に還元しつつあり、移住者の子孫も少なく地名などにわずかな痕跡を残している。
戦後には1965年（昭和40年）に山梨県知事の天野久が喜茂別町の第5次居住者子孫に慰問状を送っている。慰問状は喜茂別町の居住者子孫宅に所蔵されており、書簡は天野久のほか甲府商工会議所会頭（山梨中央銀行頭取）の名取忠彦、山梨日日新聞社社長の野口二郎ら当時の山梨県政財界の重鎮から贈られている。
豊浦町新山梨では、1959年（昭和34年）9月に新山梨小学校・新山梨神社近くに「新山梨開拓碑」が建てられているほか、新山梨小学校敷地内には開拓10周年祈念碑がある。新山梨小学校は1910年（明治43年）に新山梨特別教授場として開校され、昭和34年は開校50周年にあたる。現在は閉校となっている。

## 明治40年の大水害の影響

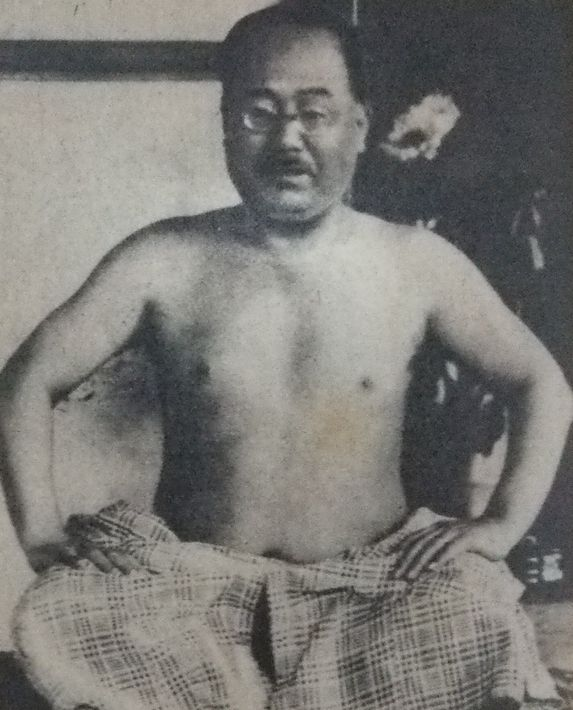
松崎天民

笛吹市石和町市部に所在する日蓮宗寺院の遠妙寺では文永11年（1273年）に宗祖である日蓮が甲斐における巡教の最中に石和において鵜飼漁翁の亡霊を済度したとする伝承があり、これが江戸時代石和鵜飼の由来として広まる。遠妙寺ではこの伝承により川施餓鬼の根本道場となり、明治40年の大水害では水難横死者についても慰霊法要を行っている。
1912年（明治45年）3月には、朝日新聞社記者の松崎天民が山梨県を訪れ、水害被害の実情を観察した。松崎は水害被害のみならず山梨県の風土、文化を含めた甲州人論を『東京朝日新聞』に連載し、1912年（大正元年）には『甲州見聞記』として刊行した。

## 国際援助
清国公使館一等書記官を務めていた阿部守太郎の要望に応じて、清国政府は60万石の米を援助することにした。